# Niziron
Niziron ili Nisiros (grčki: Νίσυρος) je mali grčki vulkanski otok i općina iz otočne skupine Dodekanez u istočnom Egeju.  Nalazi se između otoka Kos i Tilos, kružnog je oblika, promjera od 8 km, ima površinu od 41.6 km2. Pored Nizirona nalazi se nekoliko otočića, najveći od njih je Giali (samo 10 stanovnika) kao i nenaseljeni otoci Pakeja, Pergusa, Kandeliusa, Agios Antonios i Strogili. Općina ima 50.055 km2 te 948 stanovnika. 

## Zemljopisne osobine
Otok je zapravo izdignuta vulkanska masa nad morem, gora s najvišim vrhom Profitis Elias od 698 m., na njoj se u središtu nalazi nekoliko vulkanskih kratera.  Obale Nizirona su uglavnom stjenovite ili šljunčane, a ima i nekoliko pješčanih plaža (uglavnom na sjeveroistočnom dijelu). Otočki vulkan je aktivan (ali bez erupcija), s brojnim fumarolama iz kojih kulja para. Posljednja velika erupcija vulkana zbila se 1888., nakon manjih erupcija pepela 1871. i 1873. godine uz povećanu seizmičku aktivnost. Zbog ponovne seizmičke aktivnosti tijekom 1996. – 1997. godine, Europska unija je uputila međunarodnu ekipu znanstvenika koja od tada pozorno prati i studira vulkansku aktivnost na otoku u okviru projekta GEOWARN. Ustanovljeno je da morsko dno između otoka između Niziron, Kos, Giali posjeduje cijeli vulkanski kompleks.

## Naselja na otoku
Niziron je povezan brodskim linijama s Pirejom i otokom Kos, uz to ljeti prometuju i brojni izletnički brodovi iz sela Kardamena na obližnjem Kosu. 
Otok ima i helidrom. Najveće naselje na otoku, središte uprave i glavna luka je Mandraki, sa svojih 682 stanovnika. Ostala naselja su Paloj (167 stanovnika), Nikeja (48 stanovnika) i Emporios (25 stanovnika). Prema popisu stanovništva iz 2001., općina Niziron imala je ukupno 948 stanovnika uključivo i desetoricu koji žive na otoku Giali.
Turizam nije baš jako razvijen kao što je to slučaj na drugim grčkim otocima. Zbog toga su nalazišta perlita (vulkanskog stakla) i plovučca (također kamena vulkanskog porijekla) s obližnjeg otoka Gialija glavni su izvor prihoda otočana. Uz to otočani se intenzivno bave i poljoprivredom, na svojim terasastim poljima, tako da se gotovo ništa od hrane ne dovozi s kopna.

## Povijest otoka
Prema grčkoj mitologiji, otok je nastao kad je bog mora Posejdon, odlomio dio otoka Kos i bacio ga na giganta Polibota da ga zaustavi u bijegu, taj otkinuti dio Kosa pao je u more i tako je nastao današnji otok Niziron. Antički naziv otoka Niziron bio je Porfiris. Pored Mandrakija pronađene su dijelovi zidina iz 5. stoljeća prije Krista, koji su okruživali otočku akropolu.

## Kultura
Tipični proizvod Nizirona je sumada, bezalkoholno piće s okusom badema. Otok ima puno crkava i četiri manastira u kojima danas nema monaha, već se u njima odvijaju samo rijetke vjerske proslave. Najveći i najznačajniji manastir je Panagia Spiliani (Blažena Djevica Marija od pećine) pored gradića Mandraki. Podignut je tik do srednjovjekovne utvrde koju su izgradili vitezovi Ivanovci nakon zauzeća otoka 1315. godine.

## Gradovi prijatelji
- Lapithos, Cipar

## Pogledajte i ovo
- Dodekanez

## Vanjske poveznice
- Službene stranice (engl.) (fr.) (njem.) (grč.) (tal.) (šp.)
- Stranice posvećene vulkanu  Arhivirana inačica izvorne stranice od 5. veljače 2010. (Wayback Machine)